# Bergische Kunstgenossenschaft
Die Bergische Kunstgenossenschaft (BKG) ist eine Interessengemeinschaft bildender Künstler aus dem Bergischen Land.

## Geschichte

### Anfänge
Zum Ende des 19. Jahrhunderts bestimmte die industrielle Entwicklung, vor allem im textilen und Metall verarbeitenden Sektor, die Bergische Region mit ihren Städten, darunter Barmen und Elberfeld an der Wupper. Die wohlhabenden Fabrikanten zeigten auch Interesse an der Kultur und riefen 1866 den Barmer Kunstverein, 1892 den Elberfelder Museumsverein ins Leben, die sich 1946 zum Kunst- und Museumsverein Wuppertal zusammenschlossen.
Die Kunstgewerbeschulen boten in Barmen ab 1894 und in Elberfeld ab 1896 Künstlerinnen und Künstlern eine fundierte Ausbildung. Bald konnten sie auch unter besten Bedingungen ausstellen: 1900 wurde im Zentrum Barmens die neu errichtete Kaiserliche Ruhmeshalle eröffnet, zwei Jahre später das ehemalige Elberfelder Rathaus nach einem Umbau als Museum eingeweiht.
1905 gründeten der Direktor des Städtischen Museums Elberfeld Friedrich Fries, die Direktoren der Kunstgewerbeschulen Richard Meyer in Elberfeld und Erdmann Hartig (u. a. Architekt der Ruhmeshalle) in Barmen sowie deren Dozenten Jakob Bayer, Heinrich Phieler und Max Bernuth und der freie Maler Carl Salomonn die Kunstgenossenschaft Barmen-Elberfeld. Erster Vorsitzender wurde Jakob Bayer.
Die Gemeinschaft hatte das Ziel, heimischen Künstlerinnen und Künstlern bessere Möglichkeiten für den Austausch, die Bekanntheit und wirtschaftlichen Erfolg zu bieten. Sie war deshalb, anders als die sich zeitgleich formenden Gruppierungen wie „Brücke“ (1905) und „Blauer Reiter“ (1911), nicht an ästhetische Konzepte gebunden.
Die Offenheit für stilistische und thematische Vielfalt, damals auch im Kunstgewerbe, verband sich mit dem Anspruch hoher Qualität, die durch eine Jury garantiert wurde, die über den Beitritt künstlerischer Mitglieder und ihre Beteiligung an Ausstellungen befand. Diese Grundlagen gelten bis heute.
In den ersten zehn Jahren präsentierte sich die dann als „Bergische“ firmierende Kunstgenossenschaft abwechselnd im Städtischen Museum in Elberfeld und in der Barmer Ruhmeshalle, dort zumeist in einer großen Schau mit bis zu 250 Exponaten.
Im gleichen Haus schuf der Kurator des Barmer Kunstvereins, Richart Reiche, durch die Organisation fortschrittlicher Ausstellungen, unter anderem die des „Sonderbunds“ 1909 und 1911, die er aus Düsseldorf übernahm, einen Stützpunkt der Moderne. Im Jahresbericht des Barmer Kunstvereins von 1910 vertrat er die Auffassung:

„… wo immer sich in dem Werk eines Künstlers ein neuer Wille, ein Ansatz zur Weiterentwicklung der Kunst findet, da sollten wir nicht ängstlich den Maßstab des Könnens älterer Künstlergenerationen anlegen und auch die manchmal vielleicht allzu revolutionären Äußerungen dieses neuen Willens von einer höheren Warte als unvermeidliche Begleiterscheinung jener Kräfte zu betrachten uns gewöhnen, die erst die Form finden müssen, um der Harmonie der Vergangenheit sich einzuordnen.“

Im Laufe der Jahre erwarb Barmer Kunstverein zahlreiche Werke der ausgestellten Künstler, darunter von Jankel Adler, Max Burchartz (BKG), Marc Chagall, Otto Dix, Conrad Felixmüller, Erich Heckel, Karl Hofer, Alexej von Jawlensky, Wassily Kandinsky, Paul Klee, Emmy Klinker (BKG), August Macke, Franz Marc, Wilhelm Morgner, Otto Mueller, Wilhelm Nagel (BKG), Kurt Nantke (BKG), Heinrich Nauen, Richard Paling (BKG), Max Pechstein, Max Peiffer Watenphul, Ewald Platte (BKG), Ferdinand Röntgen (BKG), Karl Schmidt-Rottluff, Eberhard Viegener und Adolf Wuester (BKG). Auch die BKG-Mitglieder trugen zur angesehenen Sammlung moderner Kunst des Vereins bei.
Da sich die avantgardistische Kunst unter anderem an Impulsen aus Frankreich orientierte, zogen junge BKG-Mitglieder wie Eduard Dollerschell, Emmy Klinker, Paul Wellershaus und Adolf Wuester in jenen Jahren nach Paris, lernten dort bei Amedeo Modigliani, André Derain und Wilhelm Lehmbruck und schickten ihre Werke zu den Gemeinschaftsausstellungen der BKG.

### Kurze „Bohème an der Wupper“
Vor und während des Ersten Weltkrieges entstand vor allem in Deutschland die expressionistische Literatur und Kunst. Sie konzentrierte sich auf den Ausdruck des Inneren und setzte sich in der Zersprengung äußerer Traditionen zunächst mit der Reglementierung in der wilhelminischen Gesellschaft auseinander, dann mit den gewaltsamen Erfahrungen des Krieges. Auch Mitglieder und Gäste der BKG schlossen sich dieser Strömung an und gründeten „Die Wupper“. Bei der Eröffnung der ersten Ausstellung der Gruppe in der Ruhmeshalle 1920 kamen viele Besucher, die nicht nur zustimmend auf die ungewohnten Experimente mit Formen und Farben reagierten. Ein konservativer Rezensent der Schwelmer Zeitung fasste seine Eindrücke zusammen:

„Die Ausstellung erregt ganz außerordentliches Aufsehen, am letzten Sonntag beispielsweise waren in den kurzen Besuchsstunden mehr als 1000 Personen in den Ausstellungssälen. – Wenn man die Leistungen der heutigen Expressionisten sieht, so fällt zunächst ins Auge die ganz ungeheuerliche Rohheit der Technik. Es scheint, als wenn das unerläßliche Rüstzeug der handfertigen wie äußerlichen Malkunst ganz verloren gegangen sei. […] Die neue Ausstellung hat in vielen ihrer Bildwerke gar nicht mehr das Recht, sich ‚Kunst‘ zu nennen, viele dieser Bilder scheiden als Zeugnisse einer Kunstbetätigung aus und beweisen nur den erschreckenden Tiefstand unserer durch die Zeitverhältnisse zu einem Stilchaos gelangten modernsten Kunstvertreter.“

### BKG und Bergische Kunstschaffende im Nationalsozialismus
Zum Ende der 1920er Jahre verschärfte sich sowohl die reaktionäre Auffassung von Kultur durch den Einfluss der nationalsozialistischen Propaganda als auch die zweifache Not der davon ausgegrenzten Kunstschaffenden, die nicht mehr darstellen durften, was und wie sie wollten und dadurch ihren Lebensunterhalt nicht mehr verdienen konnten. Davon sprechen unter anderem die Briefe des BKG-Künstlers Richard Paling an Otto Pankok, der mit etlichen BKG-Mitgliedern seit ihrer gemeinsamen Zeit in der Kunstbewegung „Das Junge Rheinland“ befreundet war. Paling schrieb, nachdem er 1932 in der Barmer Ruhmeshalle nach dem Verbleib seiner Bilder geforscht hatte:

„Seit April male ich nicht mehr. Wozu auch? Ich kam in den Keller vom Kunstverein, da waren all meine Sachen aufgestapelt. Sinss als Lagerverwalter deutete mir an, wie schön es wäre, wenn ich den Krempel abholte und daß die Herrn vom Kunstverein es gern sähen, wenn im Keller Platz wäre. Also bitte, wozu soll ich diese Herren ärgern? Wozu noch teures Material verunzieren, wochenlang Rahmen bauen etc., nur damit ich noch mehr Raum im Keller wegnehme? […] Diese blöde Illusion, weil man ich ist und sich als Welt für sich glaubt, ach, man ist doch nur das, wie man behandelt wird, ein Dreck.“

Palings Schilderung nimmt sarkastisch-verzweifelt vorweg, was bald darauf mit der radikalen Ausmusterung und Totstellung von Kunstschaffenden und ihren Arbeiten geschah, die nicht nur als unerwünscht, sondern als staatsfeindlich galten.
1933 wurde Vollrath Hoeck nach Diet Plaetzer, der das Amt von 1925 innehatte, zum Vorsitzenden gewählt, 1934 wurde der Verein aufgelöst, weil er nicht den Kriterien der nationalsozialistischen Gleichschaltung der Kunst- und Künstlervereine entsprach. Die Künstlerinnen und Künstler in Wuppertal organisierten sich in der „Fachschaft Bildender Kunst“, deren Leitung der ehemalige BKG-Maler Werner Sehlbach übernahm. Die Ausstellung, die 1935 in der Ruhmeshalle eröffnet wurde, orientierte sich an den nationalsozialistischen Paradigmen und fand eine entsprechende Beurteilung in der Presse:

„Wir haben schon darüber berichtet, dass die große Ausstellung der bergischen Künstler – freundlicherweise hat der Kunstverein fünf Säle zur Verfügung gestellt – sich dem Grundsatz dienender Gemeinschaftsarbeit ausrichtet, stellt nicht mehr wie früher, den einzelnen Künstler heraus, sondern behandelt die großen Themen von Landschaft und Mensch, von Heimat und Volk. Ein energisches Abrücken von dem Prinzip individualistischer Prägung, Kunst um ihrer selbst willen zu treiben, ein Leitgedanke, der den Schaffenden schließlich zu artistischer Spielerei und Künstelei führen mußte, ist allenthalben zu verspüren. Es ist deshalb auch leicht begreiflich, daß der Aufruf der Künstlerschaft an die Volksgenossen Echo weckt und einen Besucherstand heranführt, wie er bisher noch nicht zu verzeichnen war. Tausende von sehr interessierten Volksgenossen haben bereits die Ausstellung besucht, Tausende werden noch kommen.“

Für die Unterstützung gefährdeter Kunstschaffender, die außerhalb dieser Ideologie gearbeitet hatten, beauftragte der Fabrikant Walter Herberts 1936 den Maler Ernst Oberhoff, den einstigen Schriftführer der Kunstgenossenschaft, mit dem Ankauf von Werken für eine private Treppenhausgalerie. Außer heimischen Künstlern gewann Oberhoff auch Oskar Schlemmer und Wilhelm Baumeister dafür, die nach ihrer Entlassung aus den Akademien in Stuttgart beziehungsweise Frankfurt am Main eine Weile in Wuppertal zusammen mit dem einstigen BKG-Künstler und Architekten Franz Krause wirkten.
Wie bedroht die ehemaligen Mitglieder der BKG waren, erwies sich, als im Januar 1938 für die berüchtigte Ausstellung „Entartete Kunst“, die von München aus durch weitere Museen wanderte, auch Werke von Vollrath Hoeck, Eduard Dollerschell, Richard Paling, Kurt Nantke, Ewald Platte und Ferdinand Röntgen konfisziert wurden, die seitdem verschollen sind.
Die Situation der Bergischen Künstlerinnen und Künstler während des Zweiten Weltkrieges unterschied sich nicht von der anderer Menschen, die unter Entsetzen, Hunger, Krankheit, unter dem Tod von Angehörigen und Freunden, unter körperlicher und seelischer Verstümmelung, unter dem Verlust von Wohnungen und Werkstätten litten und von denen zu viele starben. In den Sommer- und Winterausstellungen, die wiederum wechselnd im Museum in Elberfeld und in der Ruhmeshalle in Barmen gezeigt wurden, umgingen die meisten Beteiligten die Zensur mit Naturstudien, Stillleben, ländlichen Szenen und Porträts der bäuerlichen Bevölkerung, bisweilen aus den Landschaften, die sie als Soldaten kennengelernt hatten. Vielleicht reagierten sie für sich selbst und ihre Betrachter mit den Darstellungen kleiner Idyllen auch auf die große Vernichtung des Lebens und die Zerstörung der Welt.

### Wiedergründung der BKG und neue Impulse
Nach dem Krieg begannen einige Künstler unmittelbar, sich mit dem Nationalsozialismus, dem Krieg und der Shoa auseinanderzusetzen. Einer davon war Otto Pankok, an den Ferdinand Röntgen im Dezember 1945 schrieb:

„Ich hörte schon von Deiner Ausstellung in Aachen, als ich im vorigen Monate in Wuppertal, Düsseldorf und  Mühlheim-Ruhr weilte. Nur der Umfang Deines großen Erfolges, den erfuhr ich erst aus Deinem Brief. Ich stimme völlig mit Dir überein und hoffe auch in den Westen zu kommen, damit ich dort mitwirken kann an der völligen Ausrottung jenes Schauer-Geistes, der uns jahrelang bedrückt (schon viel länger wie 1933!) hat. Und jetzt wieder dieses Anrennen gegen diese Spießerhorden, gegen diese nun versteckten Nazis. Keiner ist es gewesen, nun bin ich für gnadenlose Ausrottung, nachdem mir dieser Krieg Alles weggenommen hat.“

Während die Ruhmeshalle 1943 zerbombt worden war, hatte sich der Vortragssaal des Museums in Elberfeld erhalten, so dass dort ab Dezember 1945 wieder Ausstellungen stattfinden konnten. Am 16. Januar 1946 wurde die BKG unter dem Vorsitz von Werner Sehlbach neu gegründet. Für die Winterausstellung wurde ein Katalog gedruckt, der 60 Künstlerinnen und Künstler verzeichnet. Im Rückblick schilderte der Schriftsteller Carl Robert Schmidt, der die BKG lange Jahre begleitete, die Wiederanfangsjahre:

„Durch die schwere Zeit bis zum Kriegsende war Werner Sehlbach Leiter der Bergischen Kunstgenossenschaft, und er steht noch heute an ihrer Spitze. Wenn je, so konnte und so mußte man nach 1945 erst recht von einer Notzeit sprechen. […] Es galt – auch räumlich gesehen – die zerstreuten Kräfte zu sammeln, ihnen neuen Impuls zu geben, Mißtrauen und Feindseligkeit zu verbannen, das Banner der Toleranz wieder aufzurichten, das Gemeinschaftsgefühl zu sichern und die gesamte Arbeit auf die gesunde Basis des bewährten alten Programms zu stellen. […] Selbsthilfe der Schaffenden brachte ihnen dann einen eigenen Raum am Mäuerchen im Elberfelder Stadtteil und später durch rühriges Handanlegen jedes Einzelnen Ausstellungsmöglichkeit in der Ruine der Ruhmeshalle in Barmen.“

Trotz der Auflösung der BKG und der sich anschließenden 11-jährigen Zwangspause wird eine Durchgängigkeit des Vereins dargestellt und auch bei den Jubiläen die Unterbrechung nicht berücksichtigt. Mit großer Resonanz veranstaltete die Kunstgenossenschaft nach der Währungsreform im Juni 1948 ein Künstlerfest unter dem Motto „Blauer Zinnober“ und spendete den Erlös von 8000,- DM für den Wiederaufbau der Kunsthalle Barmen im Haus der Jugend, wo sie als Gegenleistung das „Studio“ unter dem Dach erhielt.
1956 übernahm Rudolf-Werner Ackermann den Vorsitz der BKG. Er setzte sich für überregionale Aktivitäten ein. Der Katalog 1961 unter dem Motto Paul Klees, „die kunst ist nicht sichtbar – sondern macht sichtbar“, dokumentiert einen großen Sprung in die Moderne. Ungegenständliche Arbeiten überwogen: konstruktivistische, tachistische, spätexpressionistische, kubistische und surrealistische Tendenzen waren ebenso vertreten wie reine Experimente mit Farben, Flächen und Strukturen.

### BKG im internationalen Kunstaustausch
Ernst Oberhoff, der 1964 als Vorsitzender folgte, leitete den Austausch mit anderen Künstlervereinigungen in Hamburg, Koblenz, auch in Frankreich, Schweden, in Rom und Jerusalem ein, denn er war überzeugt: „Bildende Kunst aus der Zeit zu zeigen, ist immer noch eine der besten Möglichkeiten der Völkerverständigung.“ So stellte die BKG im April 1967 in Göteborg in der Galerie der „grupp 54“ aus, deren Mitglieder im August zu Gast in Wuppertal waren. Ihre Ausstellung wurde von Johannes Rau, damals NRW-Fraktionsvorsitzender seiner Partei, eröffnet, der auch zu späteren Veranstaltungen der BKG beitrug, unter anderem 1998 zur Ausstellung im Ministerium für Bundes- und Europaangelegenheiten des Landes Nordrhein-Westfalen in Bonn.
1967 beteiligten sich Künstlerinnen und Künstler der BKG von nah und fern an einer Auktion zugunsten des Museumsumbaus, für den sie den Erlös von 5600,- DM spendeten. Ernst Oberhoff kommentierte die Summe: „Wenn die ‚Kunstfreunde‘ einschließlich der Banken und Industrie zur Auktion gekommen wären, könnten wir sicher von einem besseren Resultat berichten.“ Seitdem 1950 der Städtische Kunstpreis, ab 1957 Eduard-von-der-Heydt-Preis, ab 2008 Von der Heydt-Kulturpreis benannt, verliehen wurde, bekamen zahlreiche BKG-Künstler die Auszeichnung, darunter Otto Coester, Fritz Bernuth, Max Burchartz, Wolfgang vom Schemm, Wilhelm Hüsgen, Willi Dirx, P. Wellershaus und Günter Blau.
Die Kunsthalle wurde nun zunehmend durch das Elberfelder Museum (seit 1961 Von-der-Heydt-Museum) genutzt. Sie stand den Vereinen nur bei außergewöhnlichen Ereignissen zur Verfügung. Deshalb wurde das Studio der BKG, das einen permanenten Einblick in das Schaffen Wuppertaler Künstler – nicht nur der Mitglieder – ermöglichte, zu einem wichtigen Teil der Kulturlandschaft der Stadt. In Ernst Gert Jentgens Amtszeit als Vorsitzender (1979–1982) fiel das 75-jährige Jubiläum der BKG mit einer Retrospektive ehemaliger Künstlerinnen und Künstler und der Präsentation neuer Mitglieder, so dass sich an den Werken auch die Entwicklung der Kunst, nicht nur der Bergischen, von Realismus bis ins Konstruktivistische und Abstrakte dokumentierte.
Der nächste Vorsitzende, Franz-Johann Brandau, organisierte wie die Vorgänger nähere und fernere Ausstellungen, unter anderem in Herne, Dortmund, Hagen, Solingen, Leichlingen, Bonn, Berlin, Linz und mit der neuen Wuppertaler Partnerstadt Košice. Nach einem Übergangsjahr mit Hans Jürgen Hiby wurde 1990 Otto Roche Vorsitzender der BKG. Ihm lagen vor allem die Kontakte zu dem sich gerade öffnenden Osten Europas am Herzen, unter anderem die Begegnung zwischen Künstlern aus Görlitz, Wrocław und Wuppertal, die zu einem „Brückenschlag“ wurde. 1993 zeigte die israelische Künstlerin Steffa Reis aus Tel Aviv ihre Konzeptausstellung „Berlin Memorial“ im Studio der BKG.
Unter Harald Nowoczin, welcher die BKG von 1997 bis 2019 leitete, fanden jährlich meist neun Ausstellungen von Mitgliedern und Gästen aus dem In- und Ausland im Studio sowie viele externe Aktivitäten statt. Der regionale und bundesweite Austausch mit einzelnen Künstlerinnen und Künstlern spielte eine ebenso große Rolle wie mit internationalen Gruppen. Ein Einzelbeispiel für Wechselwirkungen ist die Ausstellung des ungarischen Künstlers Laszlo Kurcis aus Győr, der sein teils satirisches, teils ernstes Werk zu Themen wie „Freiheit und Zwang“, „Krieg und Humanität“ 1999 zum ersten Mal in Deutschland im „Studio der BKG“ zeigte. Eröffnet wurde seine Ausstellung durch den damaligen Botschafter der Republik Ungarn Péter Balázs, der wie Harald Nowoczin die Grenzüberschreitung durch Kunst hervorhob. Im nächsten Jahr präsentierten sich eine Gruppe der BKG in Győr, und im Studio in Wuppertal wurde ein Teil der Sammlung zeitgenössischer ungarischer Kunst des Mäzens Fantoly ausgestellt.
2000 war die BKG zu einer Wanderausstellung durch polnische Städte eingeladen, beginnend im Kunsthistorischen Museum Kuprum in Legnica. Das Projekt DIALOG wurde im Rahmen der Städtepartnerschaft unterstützt und führte in den nächsten Jahren zu weiteren vier Stationen in den Museen von Bolków, Chojnów, Głogów und Wrocław. 2004 waren polnische Künstler zu Gast in Wuppertal, weitere Begegnungen fanden ab 2015 in Legnica und Wuppertal statt.
Das 100-jährige Jubiläum wurde 2005 mit einer großen Ausstellung aktueller Künstlerinnen und Künstler in der Kunsthalle und einer kleinen Schau ehemaliger Mitglieder im Studio gefeiert, für die das Von-der-Heydt-Museum ebenso Leihgaben zur Verfügung stellte wie private Kunstfördernde. Nachdem die BKG das Studio in Barmen aufgrund des Umbaus des inzwischen längst zum „Haus der Jugend“ gewordenen Gebäudes aufgeben musste, ist sie seit 2009 im „Kolkmannhaus“ direkt am Flussufer oberhalb der Schwebebahn ansässig.
Dazu gehörten auch die wieder aufgenommenen Kontakte mit den Partnerstädten Wuppertals, darunter die Ausstellungen „Visionen I“ der BKG in Beer Sheva 2010 und „Visionen II“ der israelischen Künstlerinnen und Künstler in Wuppertal im folgenden Jahr. Ebenfalls 2011 war eine Künstlergruppe aus Saint-Étienne zu Gast im Studio. 2013 und 2015 erfolgte ein Austausch, unter anderem fotografischer Kunst, zwischen der BKG und Schweriner Künstlerinnen und Künstler. 2019 übernahm Frank Ifang das Amt des Vorsitzenden. Er wurde abgelöst durch Michael Alles, welcher die BKG durch die Schwierigkeiten der Corona-Pandemie steuerte.